# О Є Чін
О Є Чін (10 травня 2005 , Чеджу ) — південнокорейська стрільчиня, олімпійська чемпіонка 2024 року.

## Виступи на Олімпіадах
| Олімпіада  | Дисципліна                       | Місце |
| ---------- | -------------------------------- | ----- |
| Париж 2024 | пневматичний пістолет, 10 метрів | 1     |

## Зовнішні посилання
- О Є Чін на сайті ISSF (англійська)
- О Є Чін на сайті Olympics.com (англійська)